# Алиоглу, Масуд
Масуд Али оглу Велиев (5 октября 1928, Махмудлу, Зангезурский уезд — 23 июня 1973, Баку) — азербайджанский писатель, доктор филологических наук.

## Биография
Масуд Алиоглу родился 5 октября 1928 года в селе Махмудлу, Губадлинского района. В 1946 году поступил на филологический факультет Азербайджанского Государственного Университета. После окончания университета приступил к научной деятельности в Институте литературы имени Низами Гянджеви АН Азербайджана. В 27 лет получил степень кандидата филологических наук за работу «Тема гражданской войны в отечественной прозе», а в 40 лет защитил докторскую диссертацию на тему «Пути развития азербайджанской советской прозы».
В 1950—1960 годах был одним из ведущих литературных критиков и известных литературоведов Азербайджана. До начала 60-х годов был известен как Масуд Велиев, но впоследствии, подписывая публикуемые работы как Масуд Алиоглу, приобрел известность под этим именем.
Является автором более 100 статей и монографий, посвященных творчеству Низами, Фузули, М. Ф. Ахундова, Н. Везирова, С. С. Ахундова, А. Хагвердиева, Дж. Мамедкулузаде, М. А. Сабира, М. Хади, Г. Джавида, Ю. В. Чеменземинли, Шейха Мухаммеда Хиябани, Шахрияра и других писателей, а также ряда книг, раскрывающих литературную панораму того времени.
Кроме того Масуд Алиоглу написал первый цикл статей, представляющих собой литературную реабилитацию Гусейна Джавида, произведения которого были запрещены в Советском Союзе, а также пресвященную великому писателю фундаментальную монографию «Гусейн Джавид».
Масуд Алиоглу прожил недолгую жизнь, и скончался 23 июня 1973 года в Баку на 44 году жизни.

## Семья
Масуд Алиоглу был сыном народного писателя Али Велиева и отцом писательницы Афаг Масуд.

## Память
25 сентября 2018 года в электронном актовом зале Института литературы имени Низами Гянджеви прошла научная сессия, посвященная 90-летию Масуда Алиоглу.